# Pseudonapomyza australiana
Pseudonapomyza australiana este o specie de muște din genul Pseudonapomyza, familia Agromyzidae, descrisă de Zlobin în anul 1993.
Este endemică în Northern Territory. Conform Catalogue of Life specia Pseudonapomyza australiana nu are subspecii cunoscute.